# OOZ&mates
오오즈 앤 메이츠는 IPX(구 라인프렌즈)가 리테일 비즈니스 중심에서 메타버스·NFT(대체불가토큰) 비즈니스 기반의 ‘디지털 IP 플랫폼’ 기업으로 도약을 선언한 이후 처음으로 선보인 오리지널 캐릭터 IP이다.  9명의 메인 캐릭터를 중심으로 디스코드, 트위터, 인스타그램에 일상 및 NFT 관련 게시물을 업로드하며 지속적으로 세계관을 확징시켜 나가고 있다.

## 소개
OOZ&mates(오오즈 앤 메이츠)는 총 9종의 동물 기반 캐릭터로 - 푼(FOON·여우), 쿨(COOL·고양이), 두크(DOOK·강아지), 루이(ROOY·토끼), 오쿠(OKOO·수달), 무브(MOOV·원숭이), 타우(TAOO·호랑이), 붐(BOOM·새), 수(SOOH·다람쥐) - 으로 구성되어 있다. ‘OOZ(오오즈)’ 네이밍은 동물원을 뜻하는 영단어 ‘ZOO’의 철자를 거꾸로 한 것이며, OOZ&mates의 배경인 디지털 유니버스 ‘우주’와도 발음이 비슷하여 정해졌다. 공식 로고도 이 의미를 반영하고 있다.

## 스토리
디지털 월드 ‘FRENZ’에 살고 있는 9명의 악동 OOZ가 운명의 소울메이트를 찾기 위해 모험을 떠났다가 지구에 불시착하면서 벌어지는 스토리를 갖고 있다.

## 캐릭터
캐릭터 이름은 디스코드와 트위터 계정을 통해 글로벌 팬들의 투표로 완성됐다.
| 캐릭터 이름 | 설명 |
| ----------- | --- |
| TAOO (타우) | TAOO는 호랑이를 기반으로 만들어진 캐릭터이다. 듬직하고 순한 TAOO는 친구들이 놀려도 항상 잘 받아주는 분위기 메이커다. 하지만 숨겨진 다른 모습이 있을 수도 있다.                                |
| OKOO (오쿠) | OKOO는 수달을 기반으로 만들어진 캐릭터이다. OKOO는 재미있어 보이는 건 무조건 수집하고 보는 수집광이지만, 가끔씩 이상한 것도 주워와 문제를 일으키기도 한다. 문제를 일으키는 장본인이기도 하다. |
| SOOH (수)   | SOOH는 다람쥐를 기반으로 만들어진 캐릭터이다. SOOH는 혼자 공상에 빠지는 것을 즐기먀, 간혹 생각없이 내뱉는 독설로 친구들의 가슴을 후벼파지만, 그만큼 순수하기에 미워할 수 없는 악동이다.       |
| BOOM (붐)   | BOOM은 새를 기반으로 만들어진 캐릭터이다. BOOM은 무뚝뚝하고 친구들에게 늘 잔소리를 하지만 친구들이 사고치면 자기가 앞장서서 해결하다 죄를 뒤집어쓰기도 하는 츤데레다.                         |
| COOL (쿨)   | COOL은 고양이를 기반으로 만들어진 캐릭터이다. 새로운 걸 먼저 시도하는 것을 좋아하는 COOL은, 스타일은 만점이지만 기억력은 빵점이라 중요한 메시지를 깜빡해서 주위를 혼란에 빠뜨리기도 한다.     |
| MOOV (무브) | MOOV는 원숭이를 기반으로 만들어진 캐릭터이다. MOOV는 항상 입과 몸을 가만히 두는 법이 없으며, 항상 친구들을 골탕먹일 궁리를 하는 장난꾸러기 악동이다.                                          |
| FOON (푼)   | FOON은 여우를 기반으로 만들어진 캐릭터이다. 생각하기 전에 행동부터 하고 보는 FOON은 실수를 하고서도 멀뚱히 두 눈을 반짝거리는 능청스러움을 지닌 악동이다.                                     |
| ROOY (루이) | ROOY는 토끼를 기반으로 만들어진 캐릭터이다. ROOY는 하고싶은 건 다 해야 직성이 풀리는 성격으로, 좋아하는 게 생기면 주위 신경 안 쓰고 무조건 직진하는 무대포 악동이다.                          |
| DOOK (두크) | DOOK는 강아지를 기반으로 만들어진 캐릭터이다. DOOK는 책을 많이 읽어 누구보다 박식하지만, 잘못된 정보를 전달하여 더 큰 위기에 빠뜨리기도 한다. 그럴 때마다 어물쩡 넘겨버린는 어설픈 악동이다.  |

## NFT
솔라나 기반 PFP 프로젝트로써 10월 7일날 매직에덴 런치패드를 통해 첫 민팅이 오픈되었다. 오픈하자마자 오픈씨와 매직에덴에서 판매량 1등을 달성하며 솔드아웃되었다.

## 공식 계정/홈페이지
- 공식 웹사이트
- 인스타그램
- 트위터
- 디스코드